# O’Shannassy River (Yarra River)
Der O’Shannassy River ist ein Fluss im Süden des australischen Bundesstaates Victoria und ein Nebenfluss des Yarra River.

## Verlauf
Er entspringt an den Südhängen des Mount Observation im Yarra-Ranges-Nationalpark, Teil der Great Dividing Range, etwa 80 Kilometer östlich von Melbourne. Von dort fließt er südwärts bis zum O’Shannassy Reservoir, einem Stausee, der in die Wasserversorgung Melbournes eingebunden ist. Am Fuß der Staumauer setzt er seinen Lauf nach Süden fort und mündet zwischen Warburton und McMahons Creek in den Yarra River.

## Einzugsgebiet
Das Einzugsgebiet des O’Shannassy River ist vom Land Conservation Council als wichtiges, naturbelassenes Einzugsgebiet ausgewiesen.

## Name
Der Fluss ist nach John O’Shannassy, dem 2. Premierminister von Victoria, benannt.